# Orthosia caloramica
Orthosia caloramica là một loài bướm đêm trong họ Noctuidae.